# خانقاه (تشايبارة)
خانقاه (بالفارسية: خانقاه) هي قرية تقع في أذربيجان الغربية في إيران. يقدر عدد سكانها بـ 792 نسمة.